# Gatesclarkeana
Gatesclarkeana is een geslacht van vlinders van de familie bladrollers (Tortricidae), uit de onderfamilie Olethreutinae.

## Soorten
- G. batianensis Diakonoff, 1973
- G. confracta Diakonoff, 1973
- G. domestica Diakonoff, 1973
- G. eothina Diakonoff, 1973
- G. erotias (Meyrick, 1905)
- G. idia Diakonoff, 1973
- G. moderatrix Diakonoff, 1973
- G. pachnodes (Meyrick, 1911)
- G. senior Diakonoff, 1966